# Joan Campins
Joan Vidal Campins (Palma de Mallorca, 1995. június 24. –) spanyol korosztályos válogatott labdarúgó, a belga Royal Mouscron játékosa.

## Pályafutása

### Klubcsapatokban
Campins az RCD Mallorca és az FC Barcelona akadémiáin nevelkedett, utóbbi csapattal Ifjúsági bajnokok ligáját nyert 2014-ben. 2014 és 2016 között az FC Barcelona B csapatában futballozott, 2016-ban fél évig kölcsönben az akkor másodosztályú Real Zaragoza csapatát erősítette. 2016 és 2018 között a szintén spanyol másodosztályú Reus Deportiu játékosa volt. 2019 márciusában aláírt a magyar élvonalbeli MOL Vidi csapatához, de négy hónap múlva távozott a székesfehérvári csapattól, anélkül, hogy egyetlen tétmérkőzést játszott volna. Pályafutását a belga Royal Mouscronban folytatta.

### A válogatottban
2013-ban három mérkőzésen lépett pályára a spanyol U19-es válogatottban.

## Sikerei, díjai

### Klub
- FC Barcelona U19
  - UEFA Ifjúsági Liga: 2013-14

## További információ
- Joan Campins profilja a transfermarkt.com-on
- Sergi Samper misses out on the U19 tournament in Alcudia (angolul)